# Ruperto Murillo Sotomayor
Ruperto Murillo Sotomayor (Santiago, 1844 – Ibídem, 26 de abril de 1920) fue un abogado y político liberal chileno. Hijo de José Ramón Murillo Zeguel y de Rosario Sotomayor Ramírez. Contrajo matrimonio con Natalia Domitila Gaete Villalobos (1875).
Educado en el Colegio de Harbin, en el Instituto Nacional y en la Universidad de Chile, donde juró como abogado (1870). Ejerció su profesión en La Serena; además, se dedicó a cultivar la poesía y la novela, teniendo varias publicaciones a su haber.
Miembro del Partido Liberal Democrático. Fue elegido diputado suplente por Mulchén (1888), pero nunca llegó a incorporarse al Congreso Nacional. También, diputado en propiedad, por Tarapacá y Pisagua (1891-1894). Participó de la comisión permanente de Constitución, Legislación y Justicia. 
Fue juez del Juzgado del Crimen de Santiago (1910) y director de la Sociedad Educacionalista del Porvenir (1913).